# Floriano Belham
Floriano da Costa Belham (Rio de Janeiro, 3 de fevereiro de 1913 — Rio de Janeiro, 20 de setembro de 1999) foi um cantor juvenil brasileiro muito popular nos anos 20 e 30, tendo sido a primeira "criança" no mundo a gravar um disco profissional, em 1929. Ele comoveu o público com sua voz aguda e seu timbre infantil, que se mantiveram até seus 22 anos. Como até então era muito baixo – 1,40 m de altura – e magro, o rosto e a voz de garoto, passava por mais jovem. Seu sucesso abriu caminho para seguidores, como Dircinha Batista. Outra particularidade em suas gravações foi as mudanças profundas de voz num cantor: soprano na infância e adolescência, tenorino aos vinte anos e logo barítono; em todos os estágios, manteve o timbre limpo e uma alta dose de inspiração.

## Vida e carreira artística
Nasceu no bairro da Tijuca, filho de João Henrique, funcionário do Ministério da Fazenda, e Maria Luísa da Costa Belham. Seu avô paterno, o inglês William Belham, almirante da Marinha Britânica, lutou na Guerra do Paraguai. Durante o conflito, o oficial se casou com uma índia guarani e, após o fim da guerra, o casal se estabeleceu no Rio.
Floriano perdeu a mãe aos três anos de idade; a partir de então, ele passou a ser educado por sua tia paterna, a professora Leopoldina Belham, residente da ilha de Paquetá. Reporta-se que ele foi um menino teimoso e insubordinado. Foi durante sua infância que Belham se tornou fumante. O tabagismo foi a causa de sua degeneração física e, posteriormente, de sua morte.
Começou a cantar aos dez anos de idade, apresentando-se em festas e reuniões de sua escola, o colégio Dom Pedro II. Em 1927, quando tinha quatorze anos, apresentou-se num espetáculo beneficente para crianças tuberculosas em Paquetá, no qual foi bastante aplaudido. Durante a apresentação, foi assistido pelo empresário teatral Armando Alvin, que o convidou a integrar sua companhia, o Centro Artístico Regional. Floriano receberia o cachê de cinquenta mil réis, uma quantia bastante alta, até então reservada às grandes estrelas. A companhia, da qual fazia parte também artistas consagrados como o bandolinista João Martins e os cantores Augusto Calheiros, Ruth Franklin, Francisco Alves e Sílvio Caldas, era itinerante e se apresentava em duas sessões diárias em temporadas de quinze dias a um mês. O menino Floriano Belham, como passou a ser anunciado, apresentava-se sempre acompanhado de Rogério Guimarães (então conhecido como O Rei do Violão), com quem continuou atuando mesmo depois do fim da companhia, no ano seguinte. Em 1928, apresentou-se num show de Francisco Alves no Teatro Lírico. O cantor chamou Floriano repentinamente para bisar "A Voz do Violão", seu sucesso mais recente, enquanto ele o acompanharia ao violão ao lado de Guimarães, e o rapaz foi bastante aplaudido pela platéia.
Em 1930, foi convidado pela gravadora Victor, junto de Guimarães, para gravar seu primeiro disco, em que registrou as canções "Mamãezinha Está Dormindo" (André Filho) e "Canção do Ceguinho" (Cândido das Neves). Foi um grande sucesso, devido principalmente à primeira canção. No ano seguinte, fez sucesso com o fox-canção "A Carícia de um Beijo" (Joubert de Carvalho e Olegário Mariano) e com a canção "Quando a Noite Desce" (André Filho e Roberto Borges), além do choro "Minha Cabocla", de sua própria autoria. Foi contratado pela Rádio Philips para o Programa Casé.
Voltou a gravar em 1935, já com voz adulta, lançando o primeiro sucesso nacional de Ataulfo Alves, o samba-canção "Saudades do Meu Barracão". Participou do coro que o acompanhou na gravação o então iniciante Orlando Silva. Presente frequentemente no Café Nice, conhecido ponto de encontro de artistas, entrando em contato com os grandes astros da época, entre eles, Orestes Barbosa (cuja esposa, Regina Nunes da Costa, foi sua professora), Pixinguinha, Moreira da Silva, Ciro Monteiro, Araci de Almeida e Noel Rosa, de quem se tornou um grande amigo. Ainda naquele ano, gravou as valsas-canções "Vestido de Lágrimas" e "Soluços", de Orestes Barbosa e Sílvio Caldas, a quem sempre admirou. Em 1936, gravou pela Odeon, de André Filho a canção "No Apartamento Risonho" e "Marisa", sendo este seu último sucesso.
Retirou-se da vida pública dois anos depois; tornou-se auditor fiscal da Fazenda Federal, passando a viajar pelo Brasil, caçando inadimplentes. No início da década de 1940, morando em Vitória, se casou e foi pai de três filhos. De volta ao Rio de Janeiro, formou-se em Direito em 1955. Aposentado em 1961, se transferiu para Paris, França, e, depois, para Los Angeles, EUA, retornando ao Brasil apenas no início dos anos 70. Floriano, apesar de destituído da carreira artística, nunca deixou de cantar para os amigos e familiares.
Em 1993, aos oitenta anos, foi diagnosticado com enfisema pulmonar, o que o obrigou a largar o cigarro. Faleceu seis anos depois, no Hospital Santa Lúcia, no Rio de Janeiro, vítima de infecção pulmonar. Até então, acreditava-se que ele estava completamente esquecido como artista. Entretanto, a família Belham foi surpreendida com o comparecimento de um fã ao seu enterro, no cemitério do Caju.

## Discografia
- Mamãezinha Está Dormindo/Canção do Ceguinho (1930) Victor
- Sinhá/Cinzas de Amor (1931) Victor
- Maninha Torna a Voltar/Negra Sorte (1931) Victor
- A Carícia de um Beijo/Quando a Noite Desce (1931) Victor
- Minha Cabocla/Quando Ocê Passou na Estrada (1931) Victor
- Morena Que Dorme na Rede/Saudades do Meu Barracão (1935) Victor
- O Vestido das Lágrimas/Soluço (1935) Victor
- No Apartamento Risonho/Marisa (1936) Odeon